# Don Lancaster
Donald E. Lancaster é um escritor, inventor e pioneiro da micro-informática estadunidense, considerado uma autoridade mundial em PostScript. 
Lancaster graduou-se pela Arizona State University em 1967, e possui uma pós-graduação da Carnegie Mellon.

## Obras
- TTL Cookbook. Macmillan, Maio de 1974 (brochura). ISBN 0-672-21035-5
- RTL Cookbook
- TV Typewriter Cookbook. Janeiro de 1976. ISBN 0-672-21313-3
- The Incredible Secret Money Machine. Janeiro de 1978. ISBN 0-672-21562-4
- The Cheap Video Cookbook. Sams, Maio de 1978 (brochura). ISBN 0-672-21524-1
- Son of Cheap Video. Janeiro de 1980 (brochura). ISBN 0-672-21723-6
- CMOS Cookbook. Sams, 1980. ISBN 0-672-21398-2; 2da. ed. (Butterworth-Heinemann, Janeiro de 1997). ISBN 0-7506-9943-4
- The Hexadecimal Chronicles. Janeiro de 1981 (brochura). ISBN 0-672-21802-X
- Don Lancaster's Micro Cookbook. Sams, Outubro de 1982 (brochura). ISBN 0-672-21828-3
- Assembly Cookbook for Apple II/IIE. Sams, Julho de 1984 (brochura). ISBN 0-672-22331-7
- Enhancing Your Apple II. Janeiro de 1985 (brochura). ISBN 0-672-21846-1
- Applewriter Cookbook. Janeiro de 1986 (brochura). ISBN 0-672-22460-7
- The Incredible Secret Money Machine II
- Enhancing Your Apple II and IIe. ISBN 0-672-21822-4
- Book-On-Demand Resource Kit
- Lancaster's Active Filter Cookbook. Butterworth-Heinemann, Agosto de 1996 (brochura). ISBN 0-7506-2986-X
- The Case Against Patents: Selected Reprints from "Midnight Engineering" & "Nuts & Volts" Magazines. Synergetics Press, Janeiro de 1996 (brochura). ISBN 1-882193-71-7